# ولاء شريف
ولاء شريف هو كاتب سيناريو مصري.

## أعماله

### مسلسلات
- راجل وست ستات (ج1). 2007
- راجل وست ستات (ج2). 2007
- تامر وشوقية (ج2). 2008
- فؤش. 2009
- تامر وشوقية (ج3). 2009
- راجل وست ستات (ج7). 2010
- راجل وست ستات (ج8). 2011
- تامر وشوقية (ج5). 2011
- جوز ماما مين (ج2). 2011
- جوز ماما مين (ج3). 2013
- الرجل العناب. 2013
- راجل وست ستات (ج9). 2015ة
- راجل وست ستات (ج10). 2016
- ريح المدام. 2017
- ابو العروسة.2017
- الاب الروحي.2017

- الاب الروحي الجزء الثاني 2018
- كارمن.2019

### رسوم متحركة
- كليم الله. 2013

### برامج
- شكشك شو. 2017

### أفلام
- حملة فريزر. 2016
- يا تهدي يا تعدي

وفيلم ابن القنصل 2010

### مسلسلات إذاعية
- المسيحاتي. 2015

## وصلات خارجية
- ولاء شريف على موقع IMDb (الإنجليزية)
- ولاء شريف على موقع قاعدة بيانات الأفلام العربية
- ولاء شريف على موقع قاعدة بيانات الفيلم (الإنجليزية)